# Aignan
Aignan är en kommun i departementet Gers i regionen Occitanien i sydvästra Frankrike. Kommunen ligger i kantonen Aignan som tillhör arrondissementet Mirande. År 2022 hade Aignan 722 invånare.

## Befolkningsutveckling
Antalet invånare i kommunen Aignan
Referens:INSEE